# Gran Premio Histórico de Mónaco
El Gran Premio Histórico de Mónaco es una serie de carreras automovilísticas centradas en el automovilismo histórico. El evento suele celebrarse cada dos años y dos semanas antes del Gran Premio de Mónaco.

## Historia
El primer Gran Premio Histórico de Mónaco se llevó a cabo en 1997 como parte de las celebraciones de un año que marcó el 700 aniversario del gobierno de la familia Grimaldi en Mónaco. Había sido organizado solo como un evento único, pero se convirtió en un gran éxito, lo que llevó a su continuación como un premio bienal a partir de 2000.

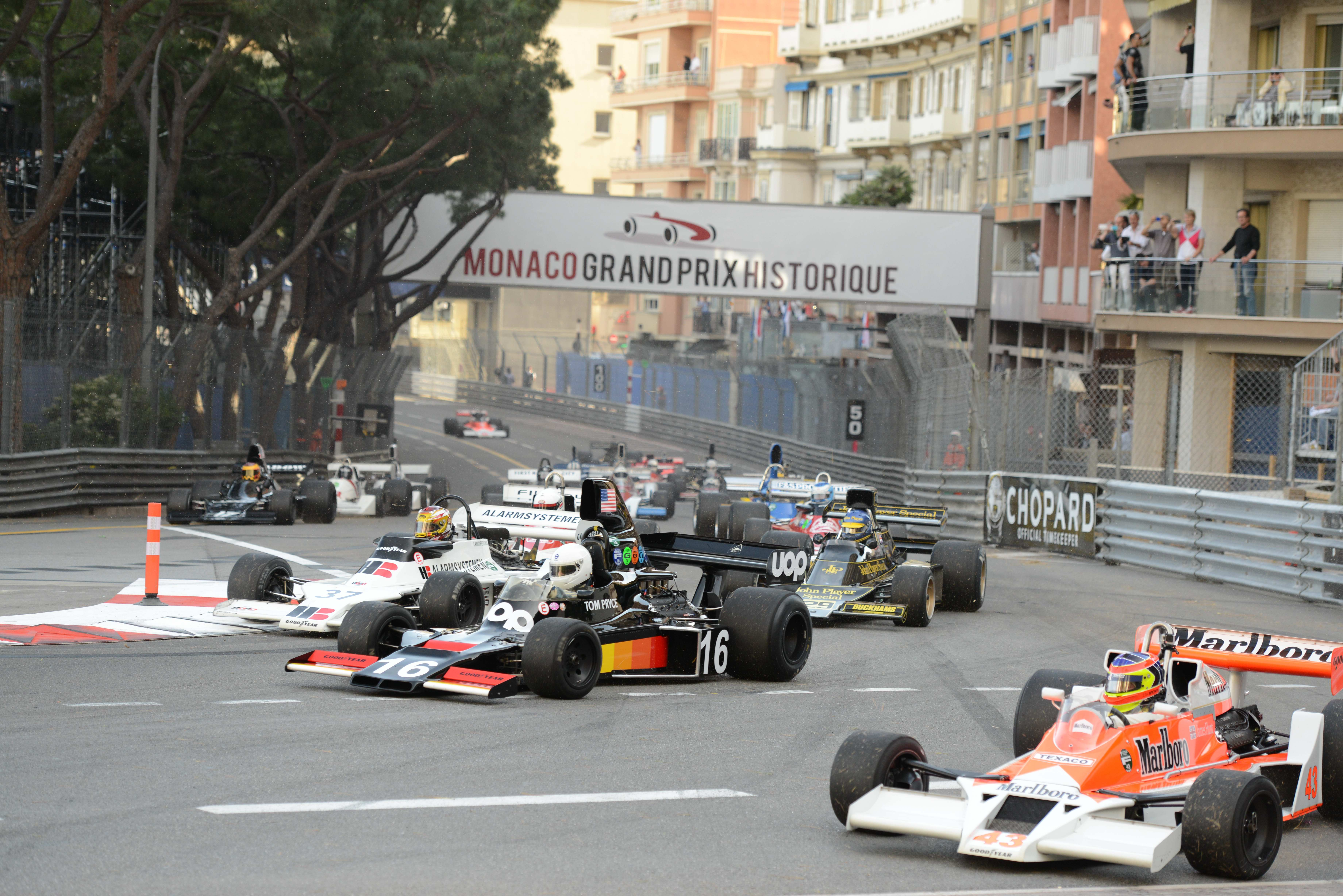
Gran Premio Histórico de Mónaco en 2014

Con el comienzo de la carrera de Fórmula E, el e-Prix de Mónaco, el Grand Premio histórico continuó celebrándose en los años pares y el e-Prix en los años impares. Sin embargo, la 12.ª edición se pospuso debido a la pandemia de COVID-19 y se llevó a cabo el 25 de abril de 2021, dos semanas antes del e-Prix de Mónaco y cuatro semanas antes del Gran Premio de Fórmula 1.

## Ganadores
| Año  | Serie | Automóviles                              | Años                                  | Piloto                 | Automóvil                         |
| ---- | ----- | ---------------------------------------- | ------------------------------------- | ---------------------- | --------------------------------- |
| 1997 | A     | Gran Premio - biplaza                    | Pre-1934                              | Jean-Louis Duret       | Bugatti 35B                       |
| 1997 | B     | Gran Premio                              | Pre-1952                              | Martin Stretton        | Maserati 4CM                      |
| 1997 | C     | Autos deportivos de Ferrari              | Pre-1959                              | Frank Sytner           | Ferrari 250 TR                    |
| 1997 | D     | Gran Premio                              | Pre-1960                              | Rod Jolley             | Cooper T51                        |
| 1997 | E     | Automóviles deportivos                   | Pre-1960                              | Lindsay Owen-Jones     | Maserati Tipo 61                  |
| 1997 | F     | Gran Premio                              | Pre-1968                              | Joaquín Folch-Rusiñol  | Lotus 49                          |
| 1997 | G     | Fórmula Junior                           |                                       | Duncan Dayton          | Cooper T67                        |
| 2000 | A     | Gran Premio - biplaza                    | Pre-1934                              | Julian Majzub          | Bugatti 35B                       |
| 2000 | B     | Gran Premio - monoplaza                  | Pre-1952                              | John Ure               | ERA B                             |
| 2000 | C     | Autos deportivos con frenos de tambor    | Pre-1959                              | Claudia Hürtgen        | Maserati 300S                     |
| 2000 | D     | Gran Premio - motor delantero            | Pre-1961                              | Martin Stretton        | Ferrari 555 "Supersqualo"         |
| 2000 | E     | Fórmula Junior                           | 1958-1963                             | Denis Welch            | Merlyn                            |
| 2000 | F     | Gran Premio - motor trasero              | Pre-1966                              | Duncan Dayton          | Brabham BT11                      |
| 2002 | A     | Gran Premio - biplaza                    | Pre-1934                              | Charles Dean           | Bugatti Type 51                   |
| 2002 | B     | Gran Premio                              | Pre-1952                              | Julian Bronson         | ERA B                             |
| 2002 | C     | Automóviles deportivos                   | Pre-1959                              | David Franklin         | Ferrari Monza                     |
| 2002 | D     | Gran Premio                              | Pre-1961                              | Martin Stretton        | Connaught C                       |
| 2002 | E     | Fórmula Junior - motor trasero           |                                       | Denis Welch            | Merlyn                            |
| 2002 | F     | Gran Premio                              | Pre-1966                              | Frank Sytner           | Brabham BT4                       |
| 2002 | G     | Fórmula 1                                | Pre-1979                              | Martin Stretton        | Tyrrell P34                       |
| 2004 | A     | Gran Premio                              | Pre-1947                              | John Ure               | ERA B                             |
| 2004 | B     | Gran Premio - motor trasero              | 1947-1960                             | Duncan Dayton          | Lotus 16                          |
| 2004 | C     | Automóviles deportivos                   | Pre-1953                              | Flavien Marcais        | Jaguar C-Type                     |
| 2004 | D     | Fórmula Junior - motor delantero         |                                       | Joe Colasacco          | Stanguellini FJ                   |
| 2004 | E     | Gran Premio - motor trasero              | 1954-1965                             | Duncan Dayton          | Brabham BT11                      |
| 2004 | F     | Fórmula 1                                | 1966-1976                             | Martin Stretton        | Tyrrell P34                       |
| 2006 | A     | Gran Premio                              | Pre-1947                              | Stefan Schollwoeck     | Maserati 6CM                      |
| 2006 | B     | Gran Premio - motor delantero            | 1947-1960                             | Duncan Dayton          | Lotus 16                          |
| 2006 | C     | Automóviles deportivos                   | Pre-1953                              | John Ure               | Frazer Nash Le Mans Replica (Mk2) |
| 2006 | D     | Fórmula Junior - motor trasero           |                                       | Denis Welch            | Merlyn Mk5/7                      |
| 2006 | E     | Gran Premio - motor trasero              | 1954-1965                             | Nick Wigley            | Cooper T51                        |
| 2006 | F     | Fórmula 1                                | 1966-1974                             | Duncan Dayton          | Brabham BT33                      |
| 2006 | G     | Fórmula 1                                | 1975-1978                             | Martin Stretton        | Tyrrell P34                       |
| 2008 | A     | Gran Premio                              | Pre-1947                              | Julian Bronson         | ERA R4D                           |
| 2008 | B     | Gran Premio - motor delantero            | Pre-1961                              | Duncan Dayton          | Lotus 16                          |
| 2008 | C     | Autos deportivos y prototipos deportivos | Pre-1953                              | John Ure               | Frazer Nash Le Mans Replica (Mk2) |
| 2008 | D     | Fórmula Junior                           |                                       | John Monson            | BMC Mk1                           |
| 2008 | E     | Gran Premio - motor trasero              | Pre-1966                              | Simon Hadfield         | Lotus 21                          |
| 2008 | F     | Fórmula 1 - 3 litros                     | Pre-1975                              | Duncan Dayton          | Brabham BT33                      |
| 2008 | G     | Fórmula 1 - 3 litros                     | 1975-1978                             | Paul Edwards           | Penske PC3                        |
| 2010 | A     | Gran Premio - motor delantero            | Pre-1947                              | Julian Bronson         | ERA R4D                           |
| 2010 | B     | Grand Prix - front engine                | 1947-1960                             | Duncan Dayton          | Lotus 16                          |
| 2010 | C     | Automóviles deportivos                   | Pre-1953                              | Carlos Monteverde      | Jaguar C-Type                     |
| 2010 | D     | Fórmula 3 - 1000 cm3                     | 1964-170                              | Christian Traber       | Brabham BT21                      |
| 2010 | E     | Gran Premio - motor trasero              | 1954-1965                             | James King             | Brabham BT7                       |
| 2010 | F     | Fórmula 1                                | 1966-1974                             | Duncan Dayton          | Brabham BT33                      |
| 2010 | G     | Fórmula 1                                | 1975-1978                             | Bobby Verdon-Roe       | McLaren M26                       |
| 2010 | H     | Fórmula 3                                | 1971-1973 (1600cc) 1974-1984 (2000cc) | Emanuele Pirro         | Martini Mk34                      |
| 2012 | A     | Automóviles y Gran Premio                | Pre-1952                              | Julian Bronson         | ERA R4D                           |
| 2012 | B     | Fórmula 1 y Fórmula 2                    | Pre-1961                              | Roger Wills            | Cooper T51                        |
| 2012 | C     | Autos deportivos y prototipos deportivos | Pre-1953                              | Alex Buncombe          | Jaguar C-Type                     |
| 2012 | D     | Gran Premio - motor trasero              | 1961-1965                             | Andy Middlehurst       | Lotus 25                          |
| 2012 | E     | Fórmula 1 - 3 litros                     | 1966-1972                             | Duncan Dayton          | Brabham BT33                      |
| 2012 | F     | Fórmula 1 - 3 litros                     | 1973-1978                             | Michael Lyons          | Hesketh 308E                      |
| 2012 | G     | Fórmula 3 - 2000 cm3                     | Pre-1985                              | Ben Barker             | Lola T670                         |
| 2014 | A     | Automóviles y Gran Premio                | Pre-2ª Guerra Mundial                 | Matthew Grist          | Alfa Romeo P3                     |
| 2014 | B     | Fórmula 1 y Fórmula 2                    | Pre-1961                              | Roger Wills            | Cooper T51                        |
| 2014 | C     | Automóviles deportivos                   | 1952-1955                             | Alex Buncombe          | Jaguar C-Type                     |
| 2014 | D     | Fórmula 1 - 1500 cm3                     | 1961-1965                             | Andy Middlehurst       | Lotus 25                          |
| 2014 | E     | Fórmula 1                                | 1966-1972                             | Katsuaki Kubota        | Lotus 72                          |
| 2014 | F     | Fórmula 1 - sin efecto suelo             | 1973-1978                             | Michael Lyons          | Hesketh 308E                      |
| 2014 | G     | Fórmula 3 - 2000 cm3                     | 1974-1978                             | Paolo Barilla          | Chevron B34                       |
| 2016 | B     | Fórmula 1 y Fórmula 2                    | Pre-1961                              | Tony Wood              | Tec-Mec F415                      |
| 2016 | C     | Automóviles deportivos                   | 1952-1955                             | Chris Ward             | Jaguar C-Type                     |
| 2016 | D     | Fórmula Junior - motor delantero         | 1958-1960                             | Jonathon Hughes        | Lola Mk2                          |
| 2016 | E     | Fórmula 1 - 1500 cm3                     | 1961-1965                             | Andy Middlehurst       | Lotus 25                          |
| 2016 | F     | Fórmula 1                                | 1966-1972                             | Stuart Hall            | McLaren M19A                      |
| 2016 | G     | Fórmula 1                                | 1973-1976                             | Alex Caffi             | Ensign N176                       |
| 2018 | A     | Gran Premio                              | Pre-2ª Guerra Mundial                 | Paddins Dowling        | ERA R5B                           |
| 2018 | B     | Fórmula 1 y Fórmula 2                    | Pre-1961                              | Tony Wood              | Tec-Mec F415                      |
| 2018 | C     | Autos deportivos - motor delantero       | 1952-1955                             | Chris Ward             | Cooper T33 (Mk1)                  |
| 2018 | D     | Fórmula 1                                | 1961-1965                             | Andy Middlehurst       | Lotus 25                          |
| 2018 | E     | Fórmula 1                                | 1966-1972                             | Björn Wirdheim         | March 711                         |
| 2018 | F     | Fórmula 1                                | 1973-1976                             | Michael Lyons          | McLaren M26                       |
| 2018 | G     | Fórmula 1                                | 1977-1980                             | Martin O'Connell       | ATS D4                            |
| 2021 | A     | Automóviles y Gran Premio                | Pre-2ª Guerra Mundial                 | Christian Traber       | Talbot-Lago T150C "MD"            |
| 2021 | B     | Fórmula 1 y Fórmula 2                    | Pre-1961                              | Guillermo Fierro-Eleta | Maserati 250F                     |
| 2021 | C     | Autos deportivos - motor delantero       | 1952-1957                             | Guillermo Fierro-Eleta | Maserati 300S                     |
| 2021 | D     | Fórmula 1 - 1500 cm3                     | 1961-1965                             | Mark Shaw              | Lotus 21                          |
| 2021 | E     | Fórmula 1 - 3 litros                     | 1966-1972                             | Michael Lyons          | Surtees TS9                       |
| 2021 | F     | Fórmula 1 - 3 litros                     | 1973-1976                             | Michael Lyons          | McLaren M26                       |
| 2021 | G     | Fórmula 1 - 3 litros                     | 1977-1980                             | Michael Lyons          | Hesketh 308E                      |
| 2022 | A1    | Automóviles y Gran Premio                | Pre-2ª Guerra Mundial                 | Mark Gillies           | ERA R3A                           |
| 2022 | A2    | Fórmula 1 - motor delantero              | Pre-1961                              | Claudia Hürtgen        | Ferrari 246                       |
| 2022 | B     | Fórmula 1 - 1500 cm3 Fórmula 2           | 1961-1965 1956-1960                   | Joe Colasacco          | Ferrari 1512                      |
| 2022 | C     | Autos deportivos - motor delantero       | 1952-1957                             | Frederic Wakeman       | Cooper T38 (Mk2)                  |
| 2022 | D     | Fórmula 1 - 3 litros                     | 1966-1972                             | Stuart Hall            | McLaren M19A                      |
| 2022 | E     | Fórmula 1 - 3 litros                     | 1973-1976                             | Stuart Hall            | McLaren M23                       |
| 2022 | F     | Fórmula 1 - 3 litros                     | 1977-1980                             | Michael Lyons          | Hesketh 308E                      |
| 2022 | G     | Fórmula 1 - 3 litros                     | 1981-1985                             | Marco Werner           | Lotus 87B                         |